# Mzimba (distrikt)
Mzimba är ett av Malawis 28 distrikt och ligger i Northern Region. Huvudort är Mzimba. I distriktet ligger även Norra regionens huvudstad, Mzuzu, och staden Ekwendeni.